# Сондре Серлі
Сондре Серлі (норв. Sondre Sørli, нар. 30 жовтня 1995, Крістіансунн, Норвегія) — норвезький футболіст, півзахисник клубу «Буде-Глімт».

## Ігрова кар'єра
Сондре Серлі народився у місті Крістіансунн і почав займатися футболом у своєму рідному місті. У 2012 році він приєднався до академії місцевого клубу «Крістіансунн» і в квітні 2014 року зіграв першу гру в основі. Лише через рік Серлі дебютував у першій команді у матчах чемпіонату Норвегії у другому дивізіоні.
За результатами сезону 2016 року «Крістіансунн» виграв турнір другого дивізіону і 1 квітня 2017 року Серлі дебютував у вищому норвезькому дивізіоні. Після того футболіст ще кілька разів продовжував контракт з клубом. Перед сезоном 2021 року Сондре перейшов до складу «Буде-Глімт», з яким підписав чотирирічний контракт. За час виступів у складі «Буде-Глімт» Серлі ствав чемпіоном країни у 2021 та 2023 роках. Також у складі свого клубу футболіст дебютував у єврокубках.

## Титули
Крістіансунн
- Переможець Другого дивізіону: 2016

Буде-Глімт
 Чемпіон Норвегії (2): 2021, Елітесеріен 2023